# 魯瓦馬加納縣
1°58′S 30°21′E / 1.967°S 30.350°E

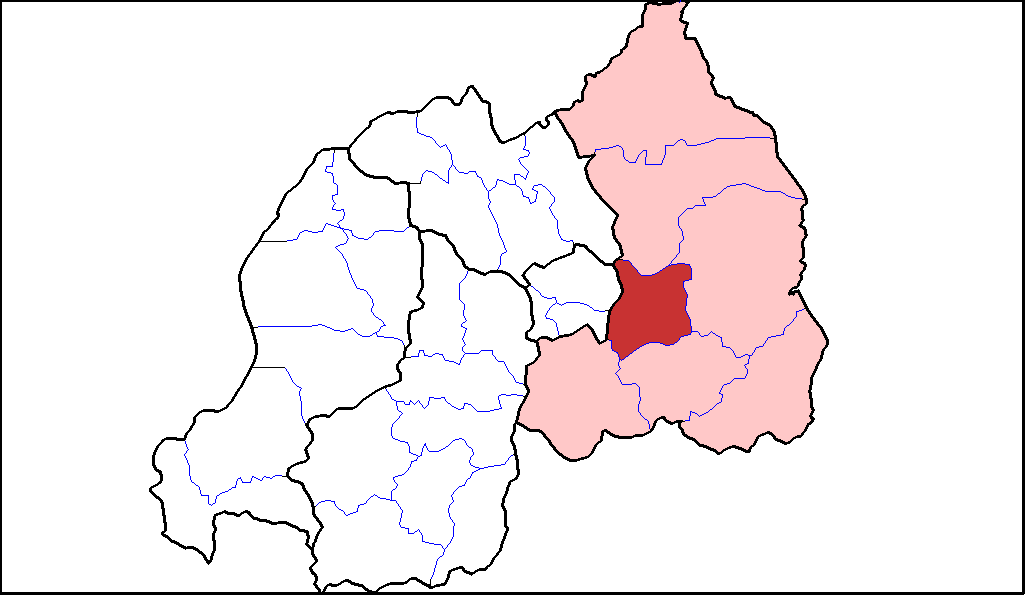

魯瓦馬加納縣（Rwamagana District），是盧旺達的縣份，位於該國東部，由東部省負責管轄，首府設於基加比羅，面積682平方公里，2012年人口313,461，人口密度每平方公里460人。